# 恵安 (企業)
恵安株式会社（けいあん、英語: KEIAN）は、日本の電子機器卸売企業である。主にパソコンの周辺機器の卸販売、輸入業、ソフトウェア開発などを行っている。
扱う輸入製品は主に中国製を取り扱っており、OEMとして販売している。扱う製品はデジタルフォトフレーム、ノートパソコン、モニター、ATX電源（販売終了）、スマートフォンアクセサリーなどがある。

## 不祥事

### 教育用タブレット端末不具合問題
2014年頃から佐賀県武雄市が小中学校を対象に教育用のAndroid搭載タブレット端末の導入を進めてきた。ここに採用されたモデルは、恵安製の「M716-PS（7インチ、小学校用）」と、「M1049S-PS（10インチ、中学校用）」である。しかし小学校用モデルにおいて、導入直後から不具合によるトラブルが続出した。不具合の内容は液晶ディスプレイの破損、電源が入らない、勝手に再起動を繰り返す、ネットワークの接続障害などの初期不良ロットが多数あった。導入された3153台中、287件に何らかの初期不良を抱えている事がわかった。不具合率は9パーセントに登り、教育現場が混乱に陥った。一方で高めの性能で構成された中学校用モデルは、これほどの不具合は起きていない。
反応
武雄市では、この事業に対して、小学校だけでも約1億2000万円の税金を投入している。この税金には、システムやサーバーの構築費が含まれている。上記で説明されたタブレット端末一台のコストは約1万8000円で、3153台が導入された。端末の費用は約5675万円であり、全体の31.5パーセントにしか満たない。この事態を受けて、「税金を投入しているのに、中国製の製品を購入して、その利益が国外に流れてしまうことに対してどう申し開きをするのか」や、「安物買いの銭失いともいえるタブレット端末を購入するより、よりスペックの高い製品を導入すべきではなかったのか」といった意見もある。この件に関して記者が恵安に今後の対応を質問したところ、「恐れ入りますが、ご質問にはお答えできません」という回答で終わった。

### その他
- 2009年に発売されたSSDに、コンピュータウイルスが感染している可能性がある事が明らかにされた[11]。
- 景品表示法違反 - 2010年8月から2011年4月にかけて販売した一般照明用電球形LEDランプにおいて、パッケージに記されていた明るさの数値が、実際のものよりも著しく優良であると示すことにより、不当に顧客を誘引し、一般消費者による自主的かつ合理的な選択を阻害するおそれがあると認められる表示をしていたとして、消費者庁から不当景品類および不当表示防止法（景品表示法）第6条に基づく措置命令を受けた[12]。
- 2017年に発売されたノートPC (KBM14HD)に、マルウェア(Win32/Virut.K)が混入している事が判明し、製品回収が行われた[13]。後に修正ファームウェアが適用されたモデル(KBM14HD Rev.2)として販売再開した[14]。